# Urfé (IGP)
Pour les articles homonymes, voir D'Urfé.
L’urfé, appelé vin de pays d'Urfé jusqu'en 2009, est un vin français d'indication géographique protégée de zone, produit dans le département de la Loire, en région Auvergne-Rhône-Alpes.
Les aires de production des appellations côte roannaise et côtes-du-forez occupent une partie de cette zone mais sont réservées uniquement aux vins rouges et rosés secs produits avec le cépage gamay noir N.

## Toponymie
L'indication tire son nom du château et de la famille d'Urfé, dont l'un des plus célèbres membres est Honoré d'Urfé, auteur de L'Astrée, premier roman-fleuve de la littérature française au XVIIe siècle dont l'intrigue se déroule largement dans la zone concernée par l'IGP.

## Géographie

### Aire de l'IGP

#### Zone principale[N 2]

Aire géographique du vignoble d'Urfé

Pour bénéficier de l’indication géographique protégée « Urfé », la récolte des raisins, la vinification et l’élaboration des vins doivent être réalisées sur l'une des 159 communes de la Loire suivante : 
Ailleux, Ambierle, Amions, Andrézieux-Bouthéon, Arthun, Aveizieux, Balbigny, Bard, Bellegarde-en-Forez, Boën-sur-Lignon, Boisset-lès-Montrond, Boisset-Saint-Priest, Bonson, Boyer, Briennon, Bully, Bussières, Bussy-Albieux, Cezay, Chalain-d'Uzore, Chalain-le-Comtal, Chalmazel, Chambles, Chambœuf, Champdieu, Chandon, Changy,  Charlieu, Châtelneuf, Chazelles-sur-Lavieu, Chenereilles, Combre, Commelle-Vernay, Cordelle, Coteau, Coutouvre, Craintilleux, Crozet, Cuzieu, Dancé, Débats-Rivière-d'Orpra, Écotay-l'Olme, Essertines-en-Châtelneuf, Grézieux-le-Fromental, Grézolles, Gumières, Jarnosse, Jeansagnière, L'Hôpital-le-Grand, L'Hôpital-sous-Rochefort, La Bénisson-Dieu, La Chapelle-en-Lafaye,La Pacaudière, Lavieu, Leigneux, Lentigny, Lérigneux, Lézigneux, Luré, Luriecq, Mably, Magneux-Haute-Rive, Maizilly, Marcilly-le-Châtel, Marcoux, Margerie-Chantagret, Marols, Mars, Montagny, Montarcher, Montbrison, Montrond-les-Bains, Montverdun, Mornand-en-Forez, Nandax, Néronde, Neulise, Noailly, Nollieux, Notre-Dame-de-Boisset, Ouches, Palogneux, Parigny, Périgneux, Pinay, Pommiers, Pouilly-les-Nonains, Pouilly-sous-Charlieu, Pradines, Pralong, Précieux, Renaison, Riorges, Rivas, Roche, Sail-sous-Couzan, Sainte-Agathe-en-Donzy, Sainte-Agathe-la-Bouteresse, Saint-Alban-les-Eaux, Saint-André-d'Apchon, Saint-André-le-Puy, Saint-Bonnet-des-Quarts, Saint-Bonnet-le-Courreau, Saint-Bonnet-les-Oules, Sainte-Colombe-sur-Gand, Saint-Cyprien, Saint-Cyr-de-Favières, Saint-Cyr-de-Valorges, Saint-Denis-de-Cabanne, Saint-Étienne-le-Molard, Saint-Forgeux-Lespinasse, Sainte-Foy-Saint-Sulpice, Saint-Galmier, Saint-Georges-de-Baroille, Saint-Georges-en-Couzan, Saint-Georges-Haute-Ville, Saint-Germain-Laval, Saint-Germain-Lespinasse, Saint-Haon-le-Châtel, Saint-Haon-le-Vieux, Saint-Hilaire-sous-Charlieu, Saint-Jean-Soleymieux, Saint-Jodard, Saint-Julien-d'Oddes, Saint-Just-en-Bas, Saint-Laurent-Rochefort, Saint-Léger-sur-Roanne, Saint-Marcel-de-Félines, Saint-Marcellin-en-Forez, Saint-Martin-la-Sauveté, Saint-Maurice-sur-Loire, Saint-Nizier-sous-Charlieu, Saint-Paul-de-Vézelin, Saint-Paul-d'Uzore, Saint-Pierre-la-Noaille, Saint-Polgues, Saint-Priest-la-Roche, Saint-Just-Saint-Rambert, Saint-Romain-la-Motte, Saint-Romain-le-Puy, Saint-Sixte, Saint-Thomas-la-Garde, Saint-Vincent-de-Boisset, Sauvain, Savigneux, Soleymieux, Souternon, Sury-le-Comtal, Trelins, Unias, Veauche, Veauchette, Vendranges, Verrières-en-Forez, Villemontais, Villerest, Villers, Violay, Vougy.

##### Appellation Urfé Ambierle
18 communes peuvent bénéficier de l'appellation Ambierle : Arthun, Bellegarde-en-Forez, Boën, Bussy-Albieux, Champdieu, Ecotay-l'Olme, Leigneux, Lézigneux, Marcilly-le-Châtel, Marcoux, Montbrison, Pouilly-les-Nonains, Pralong, Saint-Germain-Laval, Saint-Georges-Haute-Ville, Saint-Sixte, Saint-Thomas-la-Garde, Sainte-Agathe-la-Bouteresse, Trelins et Villemontais.

##### Appellation Urfé Trelins
Une seule commune peut bénéficier de l'appellation Trelins : Trelins.

#### Zone de proximité immédiate[N 3]
La zone de proximité est constituée par l'ensemble des communes se situant dans les cantons de Chazelles-sur-Lyon, de Saint-Héand , de Saint-Bonnet-le-Château et de Feurs. Ainsi que par les communes de : La Chapelle-en-Lafaye, Montarcher, Saint-Jean-Soleymieux, Chazelles-sur-Lavieu, Gumières, Verrières-en-Forez, Lérigneux, Roche, Sauvain, Chalmazel, Saint-Just-en-Bas, Saint-Didier-sur-Rochefort, Saint-Thurin, Champoly, Saint-Marcel-d'Urfé, Juré, Cremeaux, Cherier, Arcon, Les Noës, Saint-Rirand, Régny et Neaux.

## Cépages
Vins Rouges et rosés :
- gamay, pinot noir, syrah doivent représenter 70 % de l'encépagement.
- gamay teinturier de Chaudenay et gamay de Bouze pour 30 % maximum de l'encépagement.

Vins Blancs : 
- Chardonnay, aligoté, pinot gris,viognier, gamay, marsanne, roussanne.

Les trois couleurs de l'IGP Urfé
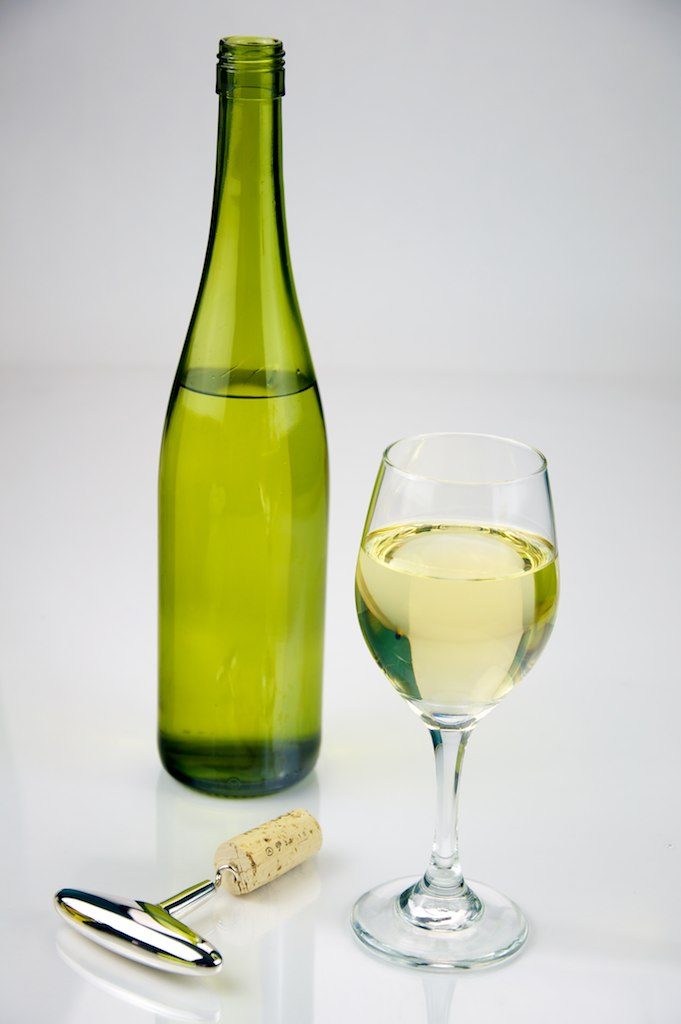
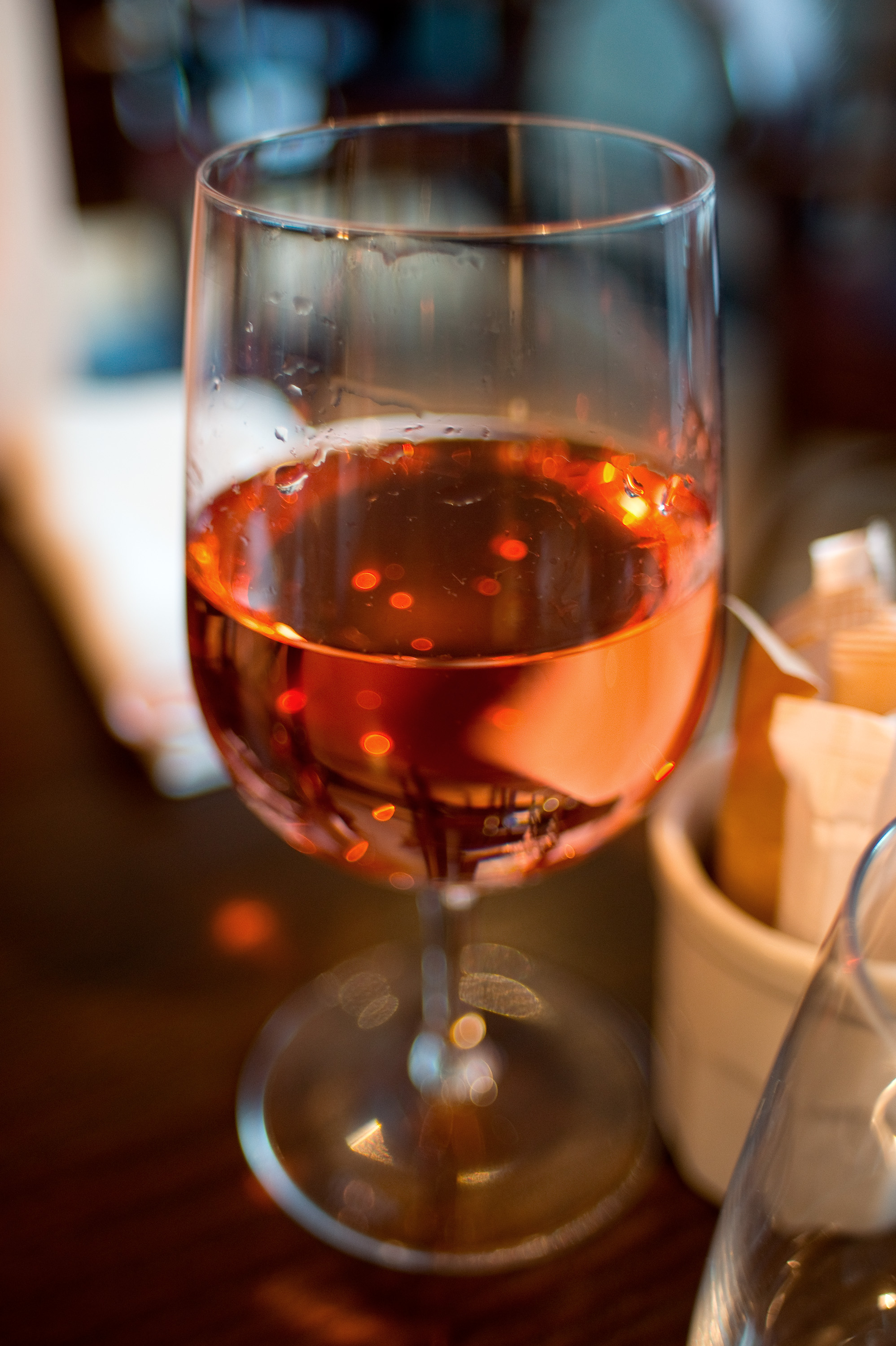

## Production actuelle
La production actuelle, environ 1000 hl, revient essentiellement aux viticulteurs des côtes du Forez et de la côte roannaise, désireux de diversifier leurs gammes. Ceux-ci produisent essentiellement du chardonnay et du gamay, avec un intérêt récent pour les autres cépages autorisés notamment viognier et roussanne sur la Côte roannaise.

## Types de vin et gastronomie

### Types de vin
Il existe 11 labellisations différentes :
- Urfé blanc[3]
- Urfé rosé[4]
- Urfé rouge[5]
- Urfé Ambierle rosé[6]
- Urfé mousseux blanc[7]
- Urfé mousseux rosé[8]
- Urfé mousseux rouge[9]
- Urfé surmûri blanc[10]
- Urfé surmûri rosé[11]
- Urfé surmûri rouge[12]
- Urfé Trelins rosé[13]